# آینا اندرسون
آینا اندرسون (انگلیسی: Iona Anderson؛ زادهٔ ۳ اکتبر ۲۰۰۵) شناگر زن اهل استرالیا است.
وی در مسابقات کشوری و بین‌المللی در مجموع برندهٔ ۳ مدال طلا، ۵ مدال نقره، ۱ مدال برنز شده است.